# Солар Орбитър
„Солар Орбитър“ или СОЛО (на английски: Solar Orbiter) е космически апарат за изследвания на Слънцето. Сондата е разработена от Европейската космическа агенция. След няколко отлагания, „Солар Орбитър“ е изстрелян с ракета-носител Атлас V от Космически център Джон Ф. Кенеди във Флорида, САЩ на 10 февруари 2020 г.
Апаратът трябва да извърши наблюдения над полярните региони на Слънцето, което е трудноосъществимо с телескопите на Земята. Наблюденията ще бъдат извършени от разстояние 0,22 AU.

## Научни цели
Главните цели на Солар Орбитър са:
- определяне на състава, динамиката и взаимодейстеията на плазмата, полето и частиците в хелиосферата вблизост до Слънцето
- изследване на връзките между слънчевата повърхност, корона и вътрешна хелиосфера
- изследване от всички страни – енергетиката, динамиката и структурата на магнетизираната атмосфера на звездата
- проучване на полярните региони на Слънцето